# تيم هاريس
تيم هاريس (بالإنجليزية: Tim Harris)‏ (21 ديسمبر 1961 بتوررانسي في الولايات المتحدة - ) هو مدرب كرة قدم ولاعب كرة قدم أمريكي في مركز حراسة المرمى. شارك مع منتخب الولايات المتحدة لكرة القدم. أما مع النوادي، فقد لعب مع Minnesota Strikers ‏ ولوس أنجلوس لايزرز وCalifornia Kickers ‏.